# Lista över Lesothos regenter

Kungliga flaggan från 2006.

Detta är en lista över Lesothos regenter.

## Lesothos ledare -1868
| Namn         | Tillträde | Avgång | Titel   |
| ------------ | --------- | ------ | ------- |
| Moshoeshoe I | 1822      | 1868   | Hövding |

## Brittiska protektoratet Basutoland 1868-1965
| Namn                         | Tillträde        | Avgång           | Titel                 |
| ---------------------------- | ---------------- | ---------------- | --------------------- |
| Moshoeshoe I                 | 1868             | 18 januari 1870  | Hövding av Basutoland |
| Letsie I Moshoeshoe          | 18 januari 1870  | 20 november 1891 | Hövding av Basutoland |
| Letsie II Lerotholi          | 20 november 1891 | 28 januari 1913  | Hövding av Basutoland |
| Nathaniel Griffith Lerotholi | 11 april 1913    | juli 1939        | Hövding av Basutoland |
| Simon Seeiso Griffith        | 3 augusti 1939   | 26 december 1940 | Hövding av Basutoland |
| Gabasane Masopha             | 26 december 1940 | 28 januari 1941  | Tilf. regent          |
| Masntsebo Amelia Matsaba     | 28 januari 1941  | 12 mars 1960     | Tilf. regent          |
| Moshoeshoe II                | 12 mars 1960     | 4 oktober 1966   | Hövding av Basutoland |

## Kungadömet Lesothos regenter 1965-
| Namn            | Tillträde        | Avgång           | Titel           |
| --------------- | ---------------- | ---------------- | --------------- |
| Moshoeshoe II   | 30 april 1965    | 10 februari 1970 | Konung          |
| Leabua Jonathan | 10 februari 1970 | 5 juni 1970      | Tilf. statschef |
| Mamohato        | 5 juni 1970      | 5 december 1970  | Drottning       |
| Moshoeshoe II   | 5 december 1970  | 12 november 1990 | Konung          |
| Mamohato        | 10 mars 1990     | 12 november 1990 | Drottning       |
| Letsie III      | 12 november 1990 | 25 januari 1995  | Konung          |
| Moshoeshoe II   | 25 januari 1995  | 15 januari 1996  | Konung          |
| Mamohato        | 15 januari 1996  | 7 februari 1996  | Drottning       |
| Letsie III      | 7 februari 1996  |                  | Konung          |